# شهرستان راوا
شهرستان راوا (به لاتین: Rawa County) یک شهرستان در لهستان است که در استان ووتسکی واقع شده‌است.

## خصوصیات
شهرستان راوا ۶۴۶٫۶ کیلومترمربع مساحت و ۴۹٬۴۴۳ نفر جمعیت دارد.